# Amalrico I di Narbona
Amalrico I di Narbona (secondo decennio del XIII secolo – 1270), fu visconte di Narbona dal 1236 fino alla sua morte.

## Origine
Amalrico, secondo la Gran enciclopèdia catalana, era figlio del Visconte di Narbona, Aimerico III e della terza moglie, Margherita di Marly, una nobildonna francese, come viene confermato dal documento n° CCXV del Cartulaire de l'abbaye de Porrois, au diocèse de Paris, plus connue sous son nom mystique Port-Royal. Premier volume, 1204-1280.

Aimerico III di Narbona, ancora secondo la Gran enciclopèdia catalana, era figlio del Visconte di Narbona e signore di Molina de Aragón, Pedro Manrique de Lara, e, come ci viene confermato dal documento n° XXXIX della Histoire générale de Languedoc: avec des notes et les pièces, Volume 5, della prima moglie, l' infanta Sancha Garcés (Aymerico Narbonæ vicecomiti, domine meo, filio dominæ Sanciæ), figlia di García Ramírez di Navarra.

## Biografia
Amalrico (Amalrici filii nobilis viri) lo troviamo citato in un documento del 1229 il documento n° CL della Histoire générale de Languedoc: avec des notes et les pièces, Volume 5, assieme al padre Aimerico III di Narbona (Aymerici de Narbona).
Nonostante gli ultimi anni di governo di suo padre furono estremamente pacifici, Aimerico III dovette affrontare numerose vicissitudini interne. Il visconte morì nel febbraio del 1236, lasciando il viscontato al figlio, Amalrico; il Chronicon ecclesiæ Sancti Pauli Narbonensis, riporta la morte di Aimerico III (dominus Aimericus de Narbona) il 25 febbraio.
Di Amalrico si hanno scarse notizie, riportate negli Archives communales de Narbonne (non consultati).
Amalrico morì nel 1270 e gli succedette il figlio Aimerico, come conferma il documento n° CL della Histoire générale de Languedoc: avec des notes et les pièces, Volume 5, trascritto nel 1271 (Amalrici filii nobilis viri D. Amalrici Dei gratia vicecomitis quondam Narbonæ).

## Matrimonio e discendenza
Amalrico aveva sposato Filippa d'Anduze, come ci viene confermato da due documenti della Histoire générale de Languedoc avec notes et pièces justificatives, Volume 8, il n° 535 e il n° 542, signora di Sommières, figlia di Pietro Bermond, Signore d'Anduze e della prima moglie, Josserande de Poitiers-Valentinois.

Amalrico da Filippa ebbe cinque figli:
- Aimerico († 1298), Visconte di Narbona, come confermato dal documento n° 542 de la Histoire générale de Languedoc avec notes et pièces justificatives, Volume 8[8]
- Amalrico († dopo il 1302), citato nel documento n° 542 de la Histoire générale de Languedoc avec notes et pièces justificatives, Volume 8[8]
- Guglielmo († dopo il 1270), citato nel documento n° 535 de la Histoire générale de Languedoc avec notes et pièces justificatives, Volume 8''[7]
- Gosseranda († dopo il 1270), citata nel documento n° 535 de la Histoire générale de Languedoc avec notes et pièces justificatives, Volume 8''[7]
- Margherita († dopo il 1270), citato nel documento n° 535 de la Histoire générale de Languedoc avec notes et pièces justificatives, Volume 8''[7].

### Fonti primarie
- (LA)  Histoire Générale de Languedoc, Tome V, Notess.
- (LA)  Histoire générale de Languedoc avec notes et pièces justificatives, Volume 5.
- (LA)  Histoire générale de Languedoc avec notes et pièces justificatives, Volume 8.
- (LA)  Cartulaire de l'abbaye de Porrois, au diocèse de Paris, plus connue sous son nom mystique Port-Royal. Premier volume, 1204-1280.

### Letteratura storiografica
- (FR)  LA VASCONIE.